# Porvenir (gemeente in Bolivia)
Porvenir is een gemeente (municipio) in de Boliviaanse provincie Nicolás Suárez in het departement Pando. De gemeente telt naar schatting 10.238 inwoners (2018). De hoofdplaats is Porvenir.